# Alba Hidalgo
Alba Hidalgo es una deportista española que compite en ciclismo en la modalidad de trials, ganadora de una medalla de bronce en el Campeonato Europeo de Ciclismo de Montaña de 2018, en la prueba de 20″/26″.

## Palmarés internacional
| Campeonato Europeo | Campeonato Europeo | Campeonato Europeo | Campeonato Europeo |
| Año                | Lugar              | Medalla            | Competición        |
| ------------------ | ------------------ | ------------------ | ------------------ |
| 2018               | Moudon ( Suiza)    | Medalla de bronce  | Trials 20″/26″     |